# Mali Vuković
Mali Vuković je naselje u Republici Hrvatskoj, u sastavu grada Slunja, Karlovačka županija. 

## Stanovništvo
Prema popisu stanovništva iz 2001. godine, naselje je imalo 125 stanovnika te 42 obiteljskih kućanstava.

Prema popisu stanovništva 2011. godine naselje je imalo 115 stanovnika.
| broj stanovnika | 151   | 128   | 112   | 111   | 123   | 122   | 124   | 131   | 112   | 154   | 154   | 147   |       |       | 125   | 115   | 74    |
|                 | 1857. | 1869. | 1880. | 1890. | 1900. | 1910. | 1921. | 1931. | 1948. | 1953. | 1961. | 1971. | 1981. | 1991. | 2001. | 2011. | 2021. |